# Ultra-trail Cape Town
L'Ultra-trail Cape Town, ou UTCT, est une série de trails et d'ultra-trails organisés chaque année depuis 2014 en Afrique du Sud. L'épreuve la plus longue se déroule sur un parcours en boucle long de 100 kilomètres avec pour point de départ et d'arrivée le centre-ville du Cap. Elle est intégrée à l'Ultra-Trail World Tour en tant que dernière épreuve de l'année depuis 2017.

## Histoire
L'édition 2020 est annulée en raison de la pandémie de Covid-19.
En 2022, une nouvelle épreuve-reine de 100 milles est ajoutée à l'événement en plus de l'épreuve de 100 kilomètres qui devient l'UT100.

## Palmarès

### 100 miles
| Édition | Date             | Hommes | Hommes                          | Hommes           | Femmes | Femmes              | Femmes           |
| ------- | ---------------- | ------ | ------------------------------- | ---------------- | ------ | ------------------- | ---------------- |
|         |                  | Rang   | Athlète                         | Temps            | Rang   | Athlète             | Temps            |
| 1re     | 25 novembre 2022 | 1er    | Fotis Zisimopoulos              | 20 h 48 min 17 s | 4e     | Hillary Allen       | 24 h 55 min 22 s |
| 2e      | 24 novembre 2023 | 1er    | Aleksei Tolstenko               | 21 h 53 min 04 s | 4e     | Nicolette Griffioen | 26 h 11 min 08 s |
| 3e      | 22 novembre 2024 | 1er    | Aleksei Tolstenko — 2e victoire | 21 h 06 min 54 s | 6e     | Kerry-Ann Marshall  | 25 h 38 min 16 s |

### 100 km
| Édition | Date              | Hommes                                              | Hommes                                              | Hommes                                              | Femmes                                              | Femmes                                              | Femmes                                              |
| ------- | ----------------- | --------------------------------------------------- | --------------------------------------------------- | --------------------------------------------------- | --------------------------------------------------- | --------------------------------------------------- | --------------------------------------------------- |
|         |                   | Rang                                                | Athlète                                             | Temps                                               | Rang                                                | Athlète                                             | Temps                                               |
| 1re     | 25 octobre 2014   | 1er                                                 | Eric Ngubane                                        | 10 h 41 min 15 s                                    | 6e                                                  | Nicolette Griffioen                                 | 13 h 18 min 26 s                                    |
| 2e      | 3 octobre 2015    | 1er                                                 | Christiaan Greyling                                 | 11 h 24 min 50 s                                    | 6e                                                  | Kerry-Ann Marshall                                  | 11 h 53 min 03 s                                    |
| 3e      | 10 décembre 2016  | 1er                                                 | Prodigal Khumalo                                    | 11 h 07 min 12 s                                    | 4e                                                  | Landie Greyling                                     | 12 h 01 min 26 s                                    |
| 4e      | 2 décembre 2017   | 1er                                                 | Prodigal Khumalo — 2e victoire                      | 09 h 51 min 00 s                                    | 11e                                                 | Lucy Bartholomew                                    | 11 h 21 min 49 s                                    |
| 5e      | 1er décembre 2018 | 1er                                                 | Janosch Kowalczyk                                   | 10 h 22 min 00 s                                    | 7e                                                  | Emily Hawgood                                       | 11 h 49 min 25 s                                    |
| 6e      | 30 novembre 2019  | 1er                                                 | Cody Reed                                           | 10 h 04 min 58 s                                    | 9e                                                  | Beth Pascall                                        | 10 h 55 min 25 s                                    |
| -       | 2020              | Course annulée en raison de la pandémie de Covid-19 | Course annulée en raison de la pandémie de Covid-19 | Course annulée en raison de la pandémie de Covid-19 | Course annulée en raison de la pandémie de Covid-19 | Course annulée en raison de la pandémie de Covid-19 | Course annulée en raison de la pandémie de Covid-19 |
| 7e      | 27 novembre 2021  | 1er                                                 | Jim Walmsley                                        | 09 h 47 min 20 s                                    | 8e                                                  | Courtney Dauwalter                                  | 11 h 20 min 04 s                                    |
| 8e      | 26 novembre 2022  | 1er                                                 | Dmitry Mityaev Hannes Namberger                     | 10 h 45 min 35 s                                    | 7e                                                  | Camille Bruyas                                      | 12 h 15 min 21 s                                    |
| 9e      | 25 novembre 2023  | 1er                                                 | Dmitry Mityaev — 2e victoire                        | 10 h 43 min 06 s                                    | 10e                                                 | Ruth Croft                                          | 12 h 12 min 20 s                                    |
| 10e     | 23 novembre 2024  | 1er                                                 | Hugo Deck                                           | 10 h 31 min 02 s                                    | 7e                                                  | Jazmine Lowther                                     | 12 h 04 min 25 s                                    |